# Coppa Italia 2019-2020 (pallavolo maschile)
La Coppa Italia 2019-2020 si è svolta dal 22 gennaio al 23 febbraio 2020: al torneo hanno partecipato otto squadre di club italiane e la vittoria finale è andata per la sesta volta alla Lube.

## Regolamento
Le squadre hanno disputato quarti di finale, semifinali e finale.

## Squadre partecipanti
| Squadra            | Qualificazione                           | Ultima partecipazione |
| ------------------ | ---------------------------------------- | --------------------- |
| Lube               | 1ª al girone di andata Superlega 2019-20 | Coppa Italia 2018-19  |
| Milano             | 8ª al girone di andata Superlega 2019-20 | Coppa Italia 2018-19  |
| Modena             | 3ª al girone di andata Superlega 2019-20 | Coppa Italia 2018-19  |
| Padova             | 7ª al girone di andata Superlega 2019-20 | Coppa Italia 2018-19  |
| Porto Robur Costa  | 6ª al girone di andata Superlega 2019-20 | Coppa Italia 2017-18  |
| Powervolley Milano | 4ª al girone di andata Superlega 2019-20 | Coppa Italia 2018-19  |
| Sir Safety Perugia | 2ª al girone di andata Superlega 2019-20 | Coppa Italia 2018-19  |
| Trentino           | 5ª al girone di andata Superlega 2019-20 | Coppa Italia 2018-19  |

## Torneo

### Tabellone
|  | Quarti di finale | Quarti di finale   | Quarti di finale |  |   | Semifinali         | Semifinali | Semifinali |  |   | Finale | Finale             | Finale |
|  |                  |                    |                  |  |   |                    |            |            |  |   |        |                    |        |
|  | 1                | Lube               | 3                |  |   |                    |            |            |  |   |        |                    |        |
|  | 1                | Lube               | 3                |  |   |                    |            |            |  |   |        |                    |        |
|  | 8                | Milano             | 1                |  |   |                    |            |            |  |   |        |                    |        |
|  | 8                | Milano             | 1                |  | 1 | Lube               | 3          |            |  |   |        |                    |        |
|  |                  |                    |                  |  | 1 | Lube               | 3          |            |  |   |        |                    |        |
|  |                  |                    |                  |  |   | 5                  | Trentino   | 2          |  |   |        |                    |        |
|  | 4                | Powervolley Milano | 0                |  |   | 5                  | Trentino   | 2          |  |   |        |                    |        |
|  | 4                | Powervolley Milano | 0                |  |   |                    |            |            |  |   |        |                    |        |
|  | 5                | Trentino           | 3                |  |   |                    |            |            |  |   |        |                    |        |
|  | 5                | Trentino           | 3                |  |   |                    |            |            |  | 1 | Lube   | 3                  |        |
|  |                  |                    |                  |  |   |                    |            |            |  | 1 | Lube   | 3                  |        |
|  |                  |                    |                  |  |   |                    |            |            |  |   | 2      | Sir Safety Perugia | 2      |
|  | 2                | Sir Safety Perugia | 3                |  |   |                    |            |            |  |   | 2      | Sir Safety Perugia | 2      |
|  | 2                | Sir Safety Perugia | 3                |  |   |                    |            |            |  |   |        |                    |        |
|  | 7                | Padova             | 0                |  |   |                    |            |            |  |   |        |                    |        |
|  | 7                | Padova             | 0                |  | 2 | Sir Safety Perugia | 3          |            |  |   |        |                    |        |
|  |                  |                    |                  |  | 2 | Sir Safety Perugia | 3          |            |  |   |        |                    |        |
|  |                  |                    |                  |  |   | 3                  | Modena     | 0          |  |   |        |                    |        |
|  | 3                | Modena             | 3                |  |   | 3                  | Modena     | 0          |  |   |        |                    |        |
|  | 3                | Modena             | 3                |  |   |                    |            |            |  |   |        |                    |        |
|  | 6                | Porto Robur Costa  | 0                |  |   |                    |            |            |  |   |        |                    |        |
|  | 6                | Porto Robur Costa  | 0                |  |   |                    |            |            |  |   |        |                    |        |

### Risultati

#### Quarti di finale
| 22 gennaio 2020 PalaCivitanova, Civitanova Marche Durata: 1h:51 - Spettatori: 2 739 | Lube               | 3 - 1 | Milano            | 25-23, 25-14, 18-25, 25-19 |
| 23 gennaio 2020 PalaLido, Milano Durata: 1h:23 - Spettatori: 3 050                  | Powervolley Milano | 0 - 3 | Trentino          | 23-25, 19-25, 19-25        |
| 22 gennaio 2020 PalaEvangelisti, Perugia Durata: 1h:13 - Spettatori: 3 023          | Sir Safety Perugia | 3 - 0 | Padova            | 25-16, 27-25, 25-17        |
| 22 gennaio 2020 PalaPanini, Modena Durata: 1h:22 - Spettatori: 4 145                | Modena             | 3 - 0 | Porto Robur Costa | 26-24, 25-13, 25-22        |

#### Semifinali
| 22 febbraio 2020 Unipol Arena, Casalecchio di Reno Durata: 2h:13 - Spettatori: 8 952 | Lube               | 3 - 2 | Trentino | 15-25, 20-25, 25-16, 25-21, 15-12 |
| 22 febbraio 2020 Unipol Arena, Casalecchio di Reno Durata: 1h:24 - Spettatori: 8 952 | Sir Safety Perugia | 3 - 0 | Modena   | 25-19, 25-22, 25-24               |

#### Finale
| 23 febbraio 2020 Unipol Arena, Casalecchio di Reno Durata: 2h:54 - Spettatori: 8 952 | Lube | 3 - 2 | Sir Safety Perugia | 21-25, 25-23, 25-23, 34-36, 15-10 |